# Carum graecum
Carum graecum är en flockblommig växtart som beskrevs av Pierre Edmond Boissier och Theodor Heinrich von Heldreich. Carum graecum ingår i släktet kumminsläktet, och familjen flockblommiga växter. Utöver nominatformen finns också underarten C. g. serpentinicum.